# Matevž Petek
Matevž Petek, né le 11 décembre 1983 à Celje, est un snowboardeur slovène spécialisé dans les épreuves de big air. 
Il participe à la Coupe du monde à partir de 2002, compétition dans laquelle il obtient huit podiums dont quatre victoires. Son plus grand succès reste sa médaille d'argent aux Championnats du monde 2005 dans l'épreuve du big air.

## Palmarès

### Championnats du monde
- Médaille d'argent en big air aux Championnats du monde 2005 à Whistler

### Coupe du monde
- Meilleur classement de big air : 2e en 2005 et 2007.
- 8 podiums en big air dont 4 victoires (à Winterberg en 2005 et 2006, Milan et Stockholm en 2006)